# De Cock en de wurger op zondag
De Cock en de wurger op zondag is het tweede deel van de detectivereeks De Cock van de Nederlandse auteur Appie Baantjer. Het is het eerste verhaal waarin rechercheur De Cock belast is met de leiding van het onderzoek. Het betreft twee moorden op prostituees in Amsterdam en speelt zich af op de Wallen in de hoofdstad begin jaren zestig.

## Verhaal
Rechercheur De Cock is met zijn vrouw en boxer Flip op vakantie in Drenthe. Hij wordt per telegram op advies van zijn jonge collega Vledder teruggeroepen naar Amsterdam, want er is 10 dagen geleden een prostituee vermoord op De Wallen, Dikke Sonja, en het onderzoek zit nog muurvast. De Cock herstart het onderzoek met alleen rechercheur Vledder aan zijn zijde. Hij begint met de pers in te schakelen. Terwijl er nu wel bruikbare informatie loskomt, wordt opnieuw op een zondag een collega van Sonja op identieke wijze gewurgd, bleke Gonny. In zijn stamcafé, Smalle Lowietje, komt De Cock een zonderlinge prediker tegen, vader Mattias. Uiteindelijk weet De Cock met behulp van diens aantekeningen en Bijbelkennis een val voor de moordenaar op een derde zondag op te zetten. Zijn commissaris Roosje geeft met moeite toestemming, maar wil zelf vervolgens bij de val aanwezig zijn. De sociaal werker in rechercheur De Cock verknalde het nog bijna voor de rechercheur, maar net op tijd weet De Cock van het potentiële slachtoffer dame Baps over te schakelen op dame Barbara. Zo weet hij persoonlijk de zoon van Mattias, Tobias, van een derde moord af te houden. Het afsluitend gesprek vindt plaats op de kamer van de commissaris, waar De Cock de Bijbelse namen Sodom, Gomorra en Babylon verbindt met de achternamen van de belaagde vrouwen.